# Everything You Want
Everything You Want is het zevende album en vierde studioalbum van rockgroep Kane. De band ging met dit album een andere richting op in vergelijking met de vorige albums. Het album behaalde de eerste plaats in de Album Top 100.

## Achtergrondinformatie
Het album is twee jaar in de maak geweest. Qua muziekstijl is de band een andere richting op gegaan. "Het is brutaal, in your face en vooral pleasure driven" aldus zanger Dinand Woesthoff. Woesthoff schreef dit album met meerdere mensen, terwijl hij dit voorheen altijd alleen deed. Voor de opnames en het schrijven vloog de band naar de Verenigde Staten, een gedeelte is in Nederland gedaan. New York vormde een grote inspiratiebron voor het album: er staat een nummer over de stad op de plaat, genaamd NYC Soul. Daarnaast is er geschreven in Los Angeles en Philadelphia. Doordat het album in verschillende steden is geschreven en gemaakt, hebben de (culturele) invloeden uit de steden hun effect gehad in de muziek. De demo's die de band maakte hadden verschillende stijlen; urban, dance, rock, soul en ook gospel.
"We hebben ook nooit gedacht: nu hebben we wel genoeg voor een album. We zijn maar door blijven schrijven en door blijven schrijven om zo op paden te komen waar we nog nooit waren geweest, leggen de mannen van Kane uit."
Het platencontract met RCA was beëindigd en in plaats van te zoeken naar een nieuwe label, nam de band het album in eigen beheer op en richtten Kane Records op. Pas in een veel later stadium werd de samenwerking met muziekmaatschappij Universal aangegaan.

## Tracklist
1. "Catwalk Criminal" - 02:54
2. "Wanna Make It Happen" - 03:48
3. "Shot of a Gun" - 03:09
4. "Yeah Yeah Yeah" - 02:44
5. "EverythingYouWant" - 03:27
6. "It's London Calling" - 03:42
7. "R.E.A.L." - 03:43
8. "Somewhere Close" - 01:46
9. "NYC Soul" - 03:31
10. "Tough" - 03:13
11. "Are You Feeling It?" - 03:37
12. "I Belong To You" - 03:37
13. "Hidden Track" - 05:19

## Singles
- De eerste glimp van het nieuwe geluid kreeg men tijdens het nieuwjaarsconcert van 2008 te horen, waar Kane leadsingle Catwalk Criminal voor het eerst speelde. "Het is sexy, het is stijlvol, het rockt en 'it makes you wanna dance'!", volgens Woesthoff.[1] Het nummer heeft sterke elektronica-invloeden en bevat een sterk bewerkte elektrische gitaar.

"Het is een dirty sexy track die simpelweg gaat over dierlijke aantrekkingskracht. Een duidelijk statement voor een eerste single: Listen up, dit is onze nieuwe sound."
Dat het nieuwe geluid van de groep Nederland beviel, werd duidelijk na de release van de single. Het debuteerde op de tweede plaats in de Single Top 100 en kwam tot de vierde plek in de Nederlandse Top 40. Het succes was echter van korte duur, in beide hitlijsten verdween het nummer al snel naar de uitgang.
- Tweede single Shot of a Gun is een rustig poprocknummer met de nadruk op de akoestische gitaar. Ook deze single was populair, meer dan Catwalk Criminal. De single topte de top 40, een kunstje dat de band twee keer eerder voor elkaar kreeg.
- De derde single Wanna Make It Happen is een dirty rocknummer waarbij het vooral om plezier ging. Het behaalde slechts de 34ste plek in de top 40. Hiermee is het de op een na slechts presterende single van de band.
- Met It's London Calling is er voor een softrock nummer gekozen. Het nummer behaalde de tiende plaats in de top 40..

## Hitlijsten
| Single met eventuele hitnotering(en) in de Nederlandse Top 40 | Datum van verschijnen | Datum van binnenkomst | Hoogste positie | Aantal weken | Opmerkingen |
| ------------------------------------------------------------- | --------------------- | --------------------- | --------------- | ------------ | ----------- |
| Catwalk Criminal                                              | 25-01-2008            | 09-02-2008            | 4               | 6            |             |
| Shot of a Gun                                                 | 11-04-2008            | 05-04-2008            | 1(2wk)          | 15           | Alarmschijf |
| Wanna Make It Happen                                          | 11-08-2008            | 16-08-2008            | 34              | 3            | Alarmschijf |
| It's London Calling                                           | 19-10-2008            | 25-10-2008            | 10              | 7            | Alarmschijf |

## Hitnotering
| "Everything You Want" in de Nederlandse Album Top 100 - binnen: 17-05-2008 | "Everything You Want" in de Nederlandse Album Top 100 - binnen: 17-05-2008 | "Everything You Want" in de Nederlandse Album Top 100 - binnen: 17-05-2008 | "Everything You Want" in de Nederlandse Album Top 100 - binnen: 17-05-2008 | "Everything You Want" in de Nederlandse Album Top 100 - binnen: 17-05-2008 | "Everything You Want" in de Nederlandse Album Top 100 - binnen: 17-05-2008 | "Everything You Want" in de Nederlandse Album Top 100 - binnen: 17-05-2008 | "Everything You Want" in de Nederlandse Album Top 100 - binnen: 17-05-2008 | "Everything You Want" in de Nederlandse Album Top 100 - binnen: 17-05-2008 | "Everything You Want" in de Nederlandse Album Top 100 - binnen: 17-05-2008 | "Everything You Want" in de Nederlandse Album Top 100 - binnen: 17-05-2008 | "Everything You Want" in de Nederlandse Album Top 100 - binnen: 17-05-2008 | "Everything You Want" in de Nederlandse Album Top 100 - binnen: 17-05-2008 | "Everything You Want" in de Nederlandse Album Top 100 - binnen: 17-05-2008 | "Everything You Want" in de Nederlandse Album Top 100 - binnen: 17-05-2008 | "Everything You Want" in de Nederlandse Album Top 100 - binnen: 17-05-2008 | "Everything You Want" in de Nederlandse Album Top 100 - binnen: 17-05-2008 | "Everything You Want" in de Nederlandse Album Top 100 - binnen: 17-05-2008 | "Everything You Want" in de Nederlandse Album Top 100 - binnen: 17-05-2008 | "Everything You Want" in de Nederlandse Album Top 100 - binnen: 17-05-2008 | "Everything You Want" in de Nederlandse Album Top 100 - binnen: 17-05-2008 | "Everything You Want" in de Nederlandse Album Top 100 - binnen: 17-05-2008 | "Everything You Want" in de Nederlandse Album Top 100 - binnen: 17-05-2008 | "Everything You Want" in de Nederlandse Album Top 100 - binnen: 17-05-2008 | "Everything You Want" in de Nederlandse Album Top 100 - binnen: 17-05-2008 | "Everything You Want" in de Nederlandse Album Top 100 - binnen: 17-05-2008 |
| Week                                                                       | 1                                                                          | 2                                                                          | 3                                                                          | 4                                                                          | 5                                                                          | 6                                                                          | 7                                                                          | 8                                                                          | 9                                                                          | 10                                                                         | 11                                                                         | 12                                                                         | 13                                                                         | 14                                                                         | 15                                                                         | 16                                                                         | 17                                                                         | 18                                                                         | 19                                                                         |                                                                            | 20                                                                         | 21                                                                         | 22                                                                         | 23                                                                         |                                                                            |
| -------------------------------------------------------------------------- | -------------------------------------------------------------------------- | -------------------------------------------------------------------------- | -------------------------------------------------------------------------- | -------------------------------------------------------------------------- | -------------------------------------------------------------------------- | -------------------------------------------------------------------------- | -------------------------------------------------------------------------- | -------------------------------------------------------------------------- | -------------------------------------------------------------------------- | -------------------------------------------------------------------------- | -------------------------------------------------------------------------- | -------------------------------------------------------------------------- | -------------------------------------------------------------------------- | -------------------------------------------------------------------------- | -------------------------------------------------------------------------- | -------------------------------------------------------------------------- | -------------------------------------------------------------------------- | -------------------------------------------------------------------------- | -------------------------------------------------------------------------- | -------------------------------------------------------------------------- | -------------------------------------------------------------------------- | -------------------------------------------------------------------------- | -------------------------------------------------------------------------- | -------------------------------------------------------------------------- | -------------------------------------------------------------------------- |
| Nummer                                                                     | 1                                                                          | 1                                                                          | 4                                                                          | 4                                                                          | 6                                                                          | 8                                                                          | 10                                                                         | 12                                                                         | 18                                                                         | 28                                                                         | 32                                                                         | 38                                                                         | 41                                                                         | 42                                                                         | 58                                                                         | 69                                                                         | 73                                                                         | 73                                                                         | 86                                                                         | uit                                                                        | 79                                                                         | 83                                                                         | 82                                                                         | 91                                                                         | uit                                                                        |